# 弗里茲 (愛達荷州)
弗里茲（英語：Freeze）是位於美國愛達荷州拉塔縣的一個非建制地區。

## 地理
弗里茲的座標為46°38′35″N 116°25′32″W / 46.64306°N 116.42556°W，而該地的平均海拔高度為769米（即2523英尺）。